# 幻想水滸傳系列
幻想水滸傳是日本遊戲軟體公司科樂美發售的角色扮演遊戲系列。以中國四大奇書之一的「水滸傳」作為題材藍本。

## 特徵
遊戲內最多有108位角色（宿星－以三十六天罡星七十二地煞星命名）作為同伴，集合全部角色是非常困難的。不過只要集齊108位角色就可以觀看Best Ending。但Best Ending並不一定是跟著遊戲的正史發展，少部份情況是主人公中途放棄而導致遊戲結束。
除了普通戰鬥，還有單騎戰系統及戰爭系統。
可以繼承存檔，但從幻想水滸傳Ⅲ開始，幻想水滸傳Ⅳ不能繼承幻想水滸傳Ⅲ的存檔（幻想水滸傳狂想曲能繼承幻想水滸傳Ⅳ的存檔），幻想水滸傳Ⅴ不能繼承幻想水滸傳Ⅳ的存檔，從繼承存檔可看到作品設定的差異。

## 系列
- 根據地

主人公領軍的根據地，會隨着角色的增加而變化。各式各樣的商店也會陸續進駐，包括道具屋、宿屋、鍛冶屋、防具屋、交易所等等。之外，還會有浴場、餐廳、圖書館等實用性不大的場所。而根據地的發展亦會引發增加同伴的事件。
- 普通戰鬥

普通戰鬥中參戰人數最高為６人，分為前排及後排，部份非人的動物同伴會佔去２人的位置。根據不同的作品，在後排有些武器是不能攻擊。
- 協力攻擊

協力攻擊即是在隊伍中特定組合的人物可作出共同攻擊。
- 紋章系統

每位角色都可以寄宿最多3個紋章，分為額頭和左右手。不同的紋章可以使用不同的技能或魔法，玩家可隨意配搭，但有些特定的角色是不能取下相關的紋章。其中最強力量的紋章便是「27之真理紋章」，而普通的上下位紋章不過是真理紋章的碎片。
- 單騎系統

主人公與敵人一對一的決鬥。如果輸了就會結束遊戲。主要指令有「攻擊」「防禦」及「捨身攻擊」三種。如果選擇捨身攻擊而對方防禦，會被反擊，有些特殊人物的決鬥可根據對方的發言來判斷他出哪一招。

## 系列作品
| 1995 | 幻想水滸傳    |
| 1996 |               |
| 1997 |               |
| 1998 | 幻想水滸傳II  |
| 1999 |               |
| 2000 |               |
| 2001 |               |
| 2002 | 幻想水滸傳III |
| 2003 |               |
| 2004 | 幻想水滸傳IV  |
| 2005 |               |
| 2006 | 幻想水滸傳V   |

- 幻想水滸傳

系列的第一作，在1995年12月15日發售的PlayStation遊戲。與往後的續作不同，本作在故事上是最像「水滸傳」，玩家不難找到相似之處。
其後於於1996年11月29日發售PlayStation the Best 版，1997年9月17日發售Sega Saturn的移植版，1998年3月26日發售Windows95版，2002年7月11日發售PS one Books。
- 幻想水滸傳II

系列的第二作，1998年12月17日發售的PlayStation遊戲。故事緊接前作3年後，主人公仍為1人，但劇情上為雙主角模式，堪稱2D RPG界的經典代表作。
其後於1999年12月9日發售PlayStation the Best，2002年7月11日發售PS one Books。
- 幻想水滸外傳Vol.1 哈路莫尼亞的劍士

系列的第三作，與幻想水滸傳II相同舞台，在2000年9月21日發售的PlayStation遊戲。本作補充了大量不為人知的劇情，可說是二代的外傳及補完，銷售成績不俗。由於此作與戀愛育成式遊戲無異，圖片附以文字，玩家只是透過遊戲選項來進行故事，因此得到好壞參差的評價。
- 幻想水滸外傳Vol.2 水晶谷的決鬥

系列的第四作，於2001年3月22日發售的PlayStation遊戲。與前作一樣，主人公亦為同一人，故事設定為幻想水滸傳II遊戲結束後3個月，由於此作與二代關係不大，只是交待納修的事跡，因而惡評如潮，銷售成績極不理想。
值得一提的是，此作稍微透露三代的動向，而主人公納修亦在三代出場。
- 幻想水滸傳 CARD STORIES

系列的第五作，卡片戰鬥遊戲，在2001年9月13日於 Game boy Advance平台推出。故事與幻想水滸傳II相同，卡片收集的難度非常高。
- 幻想水滸傳III

系列的第六作，在2002年7月11日發售PlayStation 2遊戲，故事發生在二代15年後。本作改變甚大，除開始備受爭議的3D化，主人公亦大幅增加，最高共有6名，分開多條支線和共同主線劇情。當玩家完成完美結局後，便可進入第6名隱藏主人公的劇情。
本作亦是企劃村山吉隆在科樂美的最後作品，村山自行離職時開發已進入最終階段，主要是戰鬥系統太複雜也不好理解，雖銷售成績大好，仍為玩家所詬病。
- 幻想水滸傳IV

系列的第七作，在。2004年8月19日發售PlayStation 2遊戲。故事發生在初代150年前，主人公回歸1人。本作開始角色有語音，場地亦由陸地轉成大海，主人公很多時駕駛船隻登上各個島嶼。由於劇情較前三代單薄，劇情上亦與前三代無關連。
- 幻夢狂想曲

系列的第八作，在2005年9月22日發售PlayStation 2遊戲。本作與幻想水滸傳IV關連甚大，在劇情交待上有所補充，出色而簡易的遊戲操作系統令到非傳統幻水系列的玩家亦給予好評。
- 幻想水滸傳V

系列的第九作，在2006年2月23日發售PlayStation 2遊戲。故事發生在初代8年前，作畫沿用初代的水彩畫風，在品質上可謂精美，於幻水玩家心中有回歸傳統的美譽。
- 幻想水滸傳I&II

科樂美於幻想水滸傳V發售的同日，於PlayStation portable 平台推出初代與二代的合集，當中亦修復了不少BUG。
- 幻想水滸傳‧黃道之輪

系列的第十作，在2008年12月18日發售的Nintendo DS遊戲。此作雖以幻想水滸傳為名，實際毫無關係，故事舞台亦轉移至異世界大陸。
- パチスロ幻想水滸傳

結合幻想水滸傳IV角色推出的柏青哥機台。2011年1月11日正式設置在日本各地，同時官方網站上也推出了小遊戲「決戦の刻」。
- 幻想水滸傳‧百年交錯

系列的第十一作，在2012年2月9日發售的PlayStation Portable遊戲。
- 幻想水滸傳I&II HD高畫質版

2025年3月6日發售。發售平台為PlayStation 4、Nintendo Switch、Xbox One、Steam。

## 衍生作品

### 小說
- 幻想水滸傳 噬魂者 (上中下3冊)

作者:堀慎二郎 出版:MEDIA FACTORY
幻想水滸傳的小說版，主角名為提爾.麥克多。
- 幻想水滸傳2 (全4冊

作者:堀慎二郎 出版:MEDIA FACTORY
幻想水滸傳II小說版。主角名為里歐。
- 幻想水滸傳短篇集(全4冊)

出版:MEDIA FACTORY
- 幻想水滸傳4 (上·中·下3冊)

作者:高瀨美惠，出版:MediaWorks
幻想水滸傳Ⅳ小說版，主角名為拉斯羅。

### 漫畫
- 幻想水滸傳3 - 命運的繼承者 (全11冊)

作者:志水明 出版:MediaWorks；玉皇朝(香港)；東立(台灣)
幻想水滸傳III漫畫版，劇情大致相同。
- 幻想水滸傳Alliance 幻想水滸傳漫畫集

作者:飯田晴子
- 幻想水滸傳V 漫畫集

- 幻想水滸傳4 四格漫畫集

作者:おおつきべるの
- 幻想真書(現在出版到VOL.16)

即幻水系列的百科全書，附有年表、攻略、劇情、角色設計等等包括草圖在內的全方面資訊

### 遊戲卡
- 遊戲卡

幻想水滸傳系列的人物為主題的遊戲卡

## 故事年表
幻想水滸傳系列的正傳及外傳都以同一個世界設定為舞台，其他發生在異世界的作品將不在此列。
（由於各個國家的曆法不同，為了方便記載，在此一律採用哈魯莫尼亞神聖國的太陽曆曆法）

### 舊曆
- 太陽歷前375年
  - 席愛拉得到「月之紋章」，成為吸血鬼始祖。
- 太陽曆前250年
  - 據稱是法雷娜女王國的建國時期，不過沒有能夠證實這段歷史的相關史料。
- 太陽曆前2年
  - 英雄希格撒克推翻阿羅尼亞王國的統治，建立哈魯莫尼亞神聖國。

### 新曆
- 太陽曆元年
  - 希格撒克成為哈魯莫尼亞神聖國神官長，開始神官政治。該年被定為太陽曆元年。
- 太陽曆80年
  - 在大森林，人類、精靈、矮人、獸人族締結條約，確定了各自的居住區域。
- 太陽曆110年
  - 以南窗之街為中心的地區成立了迪南王國，初代國王為貝爾南德。
- 太陽曆140年
  - 位於法雷娜女王國對岸的南方大陸東部，割據地區之中的五大部族之一的伊修瓦克族族長巴拉德為了統一而舉兵。同樣希望能夠使東部地區安定的法雷娜王家對其進行了支援。經過十幾年的戰亂，巴拉德統一其他各族成為新王。但由於國名定為阿梅斯新王國而導致和法雷娜女王國的關係惡化。
- 太陽曆185年
  - 繆斯確立市長制，利比亞為首任市長。不過由於和迪南王國沒有劃清國界導致邊境紛爭不斷。
- 太陽曆212年
  - 雙河市成立兩院議會制，開始了周邊區域的統治。
- 太陽曆230年
  - 傳聞神官長希格撒克遇刺死亡，哈莫尼亞神聖國發生「大內亂」。鎮守南方的克拉那哈·盧格那將軍乘機奪去屬於哈莫尼亞的「霸王之紋章」，以此宣佈獨立，建立赤月帝國，世代據為己有。克拉那哈·盧格那又制定赤月帝國曆法。
  - 同時，在獨立戰爭有重大貢獻，尤利安‧席維柏格成為赤月帝國正軍師，「席維柏格家族」成員作為出色的軍事幕僚活躍於世界各地。
- 太陽曆237年
  - 成功鎮壓哈莫尼亞神聖國內亂的馬羅‧布萊德獲得封地，海蘭德王國建國。布萊德家族作為教義的守護者獲得了國王的地位，並獲得「獸之紋章」。
- 太陽曆252年
  - 迪南王國發生內亂，海蘭德王國軍乘機開始對迪南東部（現繆斯市領地內）進行侵略。爭取自由的反叛軍獲得勝利，王室被廢除，迪南王國改名南窗市，東部地區最後成為繆斯市領土。
- 太陽曆280年
  - 為了對抗海蘭德王國的軍事力量，繆斯市出資召集了周邊的領主騎士，成立馬奇爾塔騎士團。
- 太陽曆294年
  - 馬奇爾塔騎士團得到了繆斯市授予的自治權後獨立，並締結了將繆斯市領內的原騎士所有土地和馬奇爾塔騎士團領內土地進行等價交換的協議。
- 太陽曆300年
  - 赤月帝國與庫魯克皇國的領土紛爭期間發生「狩獵人類事件」
- 太陽曆307年
  - 以群島諸國為舞台，圍繞着「罰之紋章」的群島解放戰爭爆發。最終，庫魯克皇國的南方要塞耶爾伊魯要塞被攻陷，但「罰之紋章」的持有者拉斯羅亦隨即在戰後失蹤。
  - 歐培爾王國國王里諾·恩·克魯德斯成為群島諸國聯邦的初代代表。之後太陽曆310年庫魯克皇國正式解體，其領土由赤月帝國接收(IV代外傳幻夢狂想曲)。

（IV代故事開始）
- 太陽曆314年
  - 繆斯市、雙河市、南窗市、馬奇爾塔騎士團同盟，成立裘斯頓都市同盟，名字來源於位於結盟地——繆斯市內的裘斯頓山丘。
- 太陽曆330年前後
  - 納加爾教主國成立，詳細情況不明。
- 太陽曆362年
  - 繆斯市西邊的領地設立了格蘭利夫學院。創始人為為亞蘭‧威斯米爾。
- 太陽曆365年
  - 海蘭德王國開始改建首都魯爾若威的宮殿。
- 太陽曆366年
  - 以自治組織礦山公會為母體的迪恩特市成立，並於同年加盟裘斯頓都市同盟 。
- 太陽曆373年
  - 格蘭利夫學院提出「學問獨立」的口號而提出自治權的主張。繆斯市歷代市長中的名市長尤利亞承認了學院的獨立，格林希爾市成立。
- 太陽曆378年
  - 格林希爾市的自治機構完成遷移，以此為契機使得格林希爾市被正式接納加入都市同盟。
- 太陽曆392年
  - 格蘭利夫學院進行體制大改革，院長之位由威斯米爾家族世襲制改為學員投票選舉制（候選人由學院營運委員會推薦）。不僅如此，學院還正式更名為新葉學院。
- 太陽曆407年
  - 「炎之英雄」率領的部隊炎之使者出現在格拉斯蘭特，越過國境，進攻哈莫尼亞領地。
- 太陽曆420年
  - 格拉斯蘭特西北部的商業都市捷克仙逐漸繁榮起來。以其為中心，以議會制為政體的捷克仙聯邦建國，同年成立以捷克仙的自衞組織為中心的捷克仙騎士團建立。
- 太陽曆422年
  - 炎之使者和格拉斯蘭特部隊再度與哈莫尼亞正規軍對峙，戰鬥中發生不明的「大爆炸」，史稱「炎之三日間」，哈莫尼亞軍全軍覆沒，格拉斯蘭特軍也有多人死傷，事後統計死傷人數高達數十萬人。
- 太陽曆425年
  - 炎之英雄與哈莫尼亞突然發佈和解宣言，締結了「五十年不可侵犯條約」之後，炎之英雄及其同伴從歷史中銷聲匿跡。
- 太陽曆428年
  - 皇王阿卡雷斯‧布萊德與第一軍團長漢恩‧坎寧根率領海蘭軍隊對瓊斯頓都市同盟進行大規模入侵，繆斯市市長德萊爾倉皇逃亡到南窗市避難，英雄玄角率領繆斯市殘餘部隊展開了殊死抵抗。玄客和萊恩在戰場上成為摯友，並獲27真之紋章之首的「始之紋章」承認。
- 太陽曆432年
  - 在玄角領導下，上下一心的都市同盟軍展開了大反攻，克林比爾市和馬奇爾塔騎士團等地相繼成功奪還。同時，為了安頓在迪恩特市內失去領地的翼人族，玄角決定買下雙河市領內中部的一塊土地給他們定居。該提案雖然在丘上會議（都市同盟最高級別的會議）獲得了支持，但資金是由繆斯市的經費中所出，導致德萊爾對玄角十分不滿。
- 太陽曆434年
  - 在玄角和漢恩二人的共同努力下，都市同盟和海蘭德王國簽訂停戰協議。不久，雙方因東部一小塊領土的擁有權爭端而再次爆發戰爭，為解決爭端，玄角和漢恩決定以決鬥的勝負來裁決領土歸屬，玄角發現自己的劍被塗上劇毒後因不肯出招而導致不戰而敗，被都市同盟以叛國罪永遠流放，原屬繆斯市的凱洛街轉為海蘭德王國擁有。
- 太陽曆443年
  - 在海蘭德國境附近旅行的布萊德王族一行遭到襲擊。表面雖然是反逆者的所為，但從不法者集團的充實裝備和訓練有素來看，懷疑是繆斯市策劃報復的說法開始傳播開去。
- 太陽曆446年
  - 赤月帝國發生了巴爾帕羅薩‧盧格那和蓋爾·盧格那叔姪之間的「皇位繼承戰爭」。由於後來的帝國六將軍和軍師萊恩·席維柏格的活躍，巴爾帕羅薩獲得了勝利。
- 太陽曆447年
  - 趁著赤月帝國內戰，都市同盟迪恩特市和南窗市入侵北部。
- 太陽曆448年
  - 「卡雷卡虐殺」事件發生。歷史上被認為是都市同盟所為。事件發生後赤月帝國副軍師馬修·席維柏格離開帝國軍，六將軍之一的喬治‧普萊姆亦以「契約到期」為由離開。不久赤月帝國成功將都市同盟軍逐出國境。
- 太陽曆448年－450年
  - 法雷娜女王國女王アルシュタート被暗殺。登上王位的王女莉姆斯·雷亞被保守貴族脅持，以王子、軍師魯克蕾緹亞及女王騎士喬治‧普萊姆為首的王都奪還軍成立，最終奪回了王女並平息內戰。法雷娜女王國自莉姆斯·雷亞一代起由原來的貴院制政體改成市民議會制。

（Ⅴ代故事開始）
- 太陽曆453年
  - 由於巴爾帕羅薩治國無能，奧德莎‧席維柏格組織解放軍反抗赤月帝國的暴政，「解放戰爭」（門之紋章戰爭）爆發。
- 太陽曆455年
  - 奧德莎被暗殺，隨後解放軍領袖由麥克多家的嫡子提爾擔任。

（I代故事開始）
- 太陽曆456年
  - 在解放軍軍師馬修·席維柏格的計略下，迪恩特市和南窗市的聯合軍佔領了赤月帝國北方領土，帝國軍的主力因而滯留在當地。
- 太陽曆457年
  - 解放軍成功攻入帝國首都，巴爾帕羅薩夫婦自盡，「霸王之紋章」失蹤，赤月帝國滅亡。與此同時，軍師馬修因傷逝世，新生的特蘭共和國因領導人提爾及部份高層失蹤，由雷潘德就任初代大統領。
- 太陽曆458年
  - 特蘭共和國開始奪回北方領土，先是把南窗市軍隊擊敗，最後把迪恩特市軍隊也完全驅逐出國境。因為此戰，兩市之間產生了矛盾。以此為契機，海蘭德軍隊開始在國境線周圍頻繁活動，該年隱居的英雄玄角逝世。
- 太陽曆460年
  - 海蘭德王國「狂王子」魯卡‧布萊德製造「獨角獸少年兵被襲事件」，指責瓊斯頓都市同盟撕破停戰協議，展開全面進攻，「迪南統一戰爭」爆發。戰爭初期都市同盟步步敗退，繆斯、格林希爾、南窗各市失陷，馬奇爾塔騎士團投降。
  - 危及關頭，馬修·席維柏格的弟子修以繆斯市僱傭軍為中心成立新同盟軍，領導者里歐聯合都市同盟殘餘勢力進行反擊，期間埋伏殺死魯卡‧布萊德，他與魯卡死後繼承王位的喬伊皆出自玄角門下，共同獲「起源之紋章」承認。
  - 在都市同盟各市的團結之下，新同盟軍一一收復失地，最終戰勝了海蘭德王國，海蘭德王國滅亡，迪南共和國建立。第一任大總統本該由里歐擔任，但由於他在戰爭結束後便下落不明（王國的喬伊同樣失蹤，「起源之紋章」再度封印。），最終只能由民望極高的格林希爾市市長泰瑞莎‧瓦茲梅魯泰兼任並代行大總統一職。

（II代故事開始）
- 太陽曆461年
  - 由都市同盟各市選舉投票決定由泰瑞莎‧瓦茲梅魯泰正式就任大總統一職。同時，原來的軍師修宣佈引退，由克勞斯繼任該職位。
- 太陽曆465年
  - 捷克仙聯邦主張格拉斯蘭德的部分領土由其擁有自主權。捷克仙聯邦與格拉斯蘭德各部落的紛爭再起。
- 太陽曆466年
  - 捷克仙聯邦和格拉斯蘭德六大族代表簽定休戰條約。
- 太陽曆472年
  - 哈莫尼亞神聖國聯合前海蘭德王室成員，企圖收復海蘭德而發動了進攻。由於迪南共和國的抵抗和本國的內亂最終失敗。
- 太陽曆475年
  - 捷克仙聯邦和格拉斯蘭德各部落的戰鬥中，捷克仙騎士團長卡拉哈德戰死。銀之少女克莉絲成為團長代理。當雙方即將爆發全面戰爭之際，哈莫尼亞再一次入侵當地。為了保衛家園，捷克仙和格拉斯蘭德各部落拋棄成見，聯手抵抗外敵入侵，炎之英雄之名再次重現世上。

由於戰爭圍繞着「真之五行紋章」，又名「紋章戰爭」或「英雄戰爭」。最終哈魯莫尼亞軍高層爆發內鬥，聯合軍把握機會展開反攻，戰事以哈莫尼亞軍撤退告終，而捷克仙聯邦和格拉斯蘭德各部落得以和平共處。
（III代故事開始）

## 國家及地方

### 哈莫尼亞神聖國
位於大陸北方的軍事大國。乃希格撒克推翻阿羅尼亞王國所建立。該國實行政教合一的神權政體，希格撒克本人即為神官長，轄下有12個神官將。
該國的人民並非人人平等，金髮碧眼的居民被視為上等，可以擔任高級職務；而黑髮黑眼的則屬次等，時常遭受歧視及排斥。除本國居民外，還有被征服的外族人民統統被列為三等公民，不僅沒有任何權利，甚至不可以內部通婚。剛被征服地區的外族小孩，首先需送至哈魯摩尼亞本土進行教化，即作為奴隸為上等公民服務、工作直至成年才可被送回，這批孩子被稱“哈魯莫尼亞之子”。除非立下突出的戰功，否則被列為三等公民的民族只有等到幾十年後才可根據貢獻申請晉級。
另外，該國的國策是以“狩獵真理紋章”為目的。它是軍隊與暗殺機關、特務組織高度發達，魔法與高科技齊頭並進的。政治上是以西格撒克專權領導其下的神官將，再由神官將授權其下的各個機關組織。遊戲中牽涉到的重要組織有：
咆哮同盟會
即“槍手（gunner，ガンナ-）”工會。這是一個受政府扶持的暗殺組織。其作用是培養技術高超的槍手，完成政府交與的各種特殊任務。根據能力，槍手有普通級和騎士級之分。騎士級槍手擁有很高的榮譽。殺害騎士級槍手在哈魯莫尼亞的法律中被列為死罪。
邊境警備特別部隊
這其實是“特務部隊”。成員不一定是本國人，也有來自他國的傭兵，一般從事對他國暗中調查、竊取情報的工作。外傳中的納修便是從屬於這個部隊。
從遊戲中的種種跡象可以看出，哈魯莫尼亞正在從事科技與古魔法的研究，特別是對於辛達爾族有著特殊的興趣。其首都科水晶谷擁有大陸上最大的圖書館，藏有許多未公開的古代文獻，為其研究提供了許多依據。人體複製、真紋章封印技術、機械製造等應只是其中可見的一部分而已。

### 赤月帝國
【幻想水滸傳Ⅰ】的主要舞台，位於大陸南方，領土由土藍湖流域至大海河口兩岸。
詳見幻想水滸傳及故事年表。

### 海蘭德王國
【幻想水滸傳Ⅱ】的舞台之一，位於迪南湖之東的天山山脈內，是哈魯莫尼亞的屬國。
詳見幻想水滸傳II及故事年表。

### 裘斯頓都市同盟
【幻想水滸傳Ⅱ】的舞台之一，由迪南湖兩岸的各個都市結盟所組成。
詳見幻想水滸傳II及故事年表。

### 格拉斯蘭特
【幻想水滸傳Ⅲ】的舞台之一，在廣大的草原上居住著卡拉亞、德古、利扎多、切沙、阿爾馬‧基勒、鴨等六個部落，本來各族是對立的，但因外敵入侵而團結起來。
詳見幻想水滸傳III及故事年表。

### 捷克仙聯邦（ゼクセン）
【幻想水滸傳Ⅲ】的舞台之一。位於格拉斯蘭特西側的商業都市國家，由商人公會組成國家評議會作為政治中樞。
詳見幻想水滸傳III及故事年表。

### 群島諸國
【幻想水滸傳Ⅳ】、【幻想水滸傳狂想曲】的主要舞台。在赤月帝國的南方，法雷娜女王國的北方的國家聯盟，和庫魯克皇國的戰爭後組成，盟主為歐培爾王國。
詳見幻想水滸傳IV及故事年表。

### 法雷娜（ファレナ）女王國
【幻想水滸傳Ⅴ】的舞台之一。位於群島諸國的南方，世代由女王統治。
詳見幻想水滸傳V 及故事年表。

## 27之真理紋章
27之真理紋章的來歷，可從幻想水滸傳的「創世物語」內記載中得知。
　　世界之初便有「黑暗」。「黑暗」在狹繨之中生存很長很長時間。「黑暗」實在是太漫長了，在寂寞之中感到痛苦，而不自覺掉下「眼淚」來。有兩兄弟從「眼淚」之中出生。
　　是「劍」和「盾」。「劍」說他可以砍掉所有東西。「盾」答道:任何東西也傷不了他。然後兩人便打鬥起來了。這一役鬥了7日7夜。「劍」把「盾」斬破，「盾」把「劍」砸碎。「劍」的碎片在空中飛舞，「盾」的碎片散落在大地上。爭鬥的火花便變成了星。裝飾在「劍」和「盾」的27粒寶石便成了「27之真理紋章」，而開始推動世界。
取自「創世物語」
| - 起源之紋章 - 輝盾之紋章 - 黑刃之紋章 | - 門之紋章 - 表門之紋章 - 裏門之紋章 | - 真火之紋章 - 真水之紋章 - 真雷之紋章 - 真土之紋章 - 真風之紋章 | - 太陽之紋章 - 黎明之紋章 - 黃昏之紋章 | - 罰之紋章 - 噬魂之紋章 - 龍之紋章 - 圓之紋章 - 霸王之紋章 - 獸之紋章 - 月之紋章 - 八房之紋章 - 變化之紋章 - 夜之紋章 |  |

## 外部連結
- 幻想水滸傳官方網站 （页面存档备份，存于）